# Невара Іван Миколайович
Невара Іван Миколайович (5 липня 1954 — 28 жовтня 1981) — радянський військовик, учасник афганської війни. Посмертно нагороджений орденом Червоної зірки.

## Життєпис
Народився 7 липня 1954 року у селі Комісарове Великобурлуцького району Харківської області в родині українських службовців. Згодом родина переїхала до Харкова, де Іван навчався у місцевій школі, а потім і в електромеханічному технікумі. Він хотів, як батько, стати пілотом, тому по закінченню технікуму поступив до Харківського вищого авіаційно-інженерного військового училища. 
У лавах Радянської армії з 15 липня 1974 року. Був призначений служити у гарнізоні вертолітників Київського військового округу. Там же вступив до КПРС. 
У липні 1981 прибув офіцером до Афганістану. Служив бортовим авіаційним техніком гелікоптера Мі-24Д у 146-му окремому гелікоптерному загоні. 28 жовтня 1981 року відправився у свій останній політ. Він у складі екіпажу успішно виконав завдання з прикриття військової колони на маршруті Талукан — Кишим. Повертаючись на аеродром, гелікоптер був збитий супротивником з великокаліберного кулемета над містом Ханабад в провінції Кундуз. Машина втратила керування, врізалася у землю, вибухнула та згоріла. Вибухом екіпаж було викинуто з кабіни. Тіло Івана Невари сильно постраждало від вогню. Разом з ним загинули сум'яни Микола Добровольський та Сергій Москвичев.
Похований на сьомому міському кладовищі Харкова.

## Нагороди
- орден Червоної Зірки (6 травня 1982)[2]

## Пам'ять

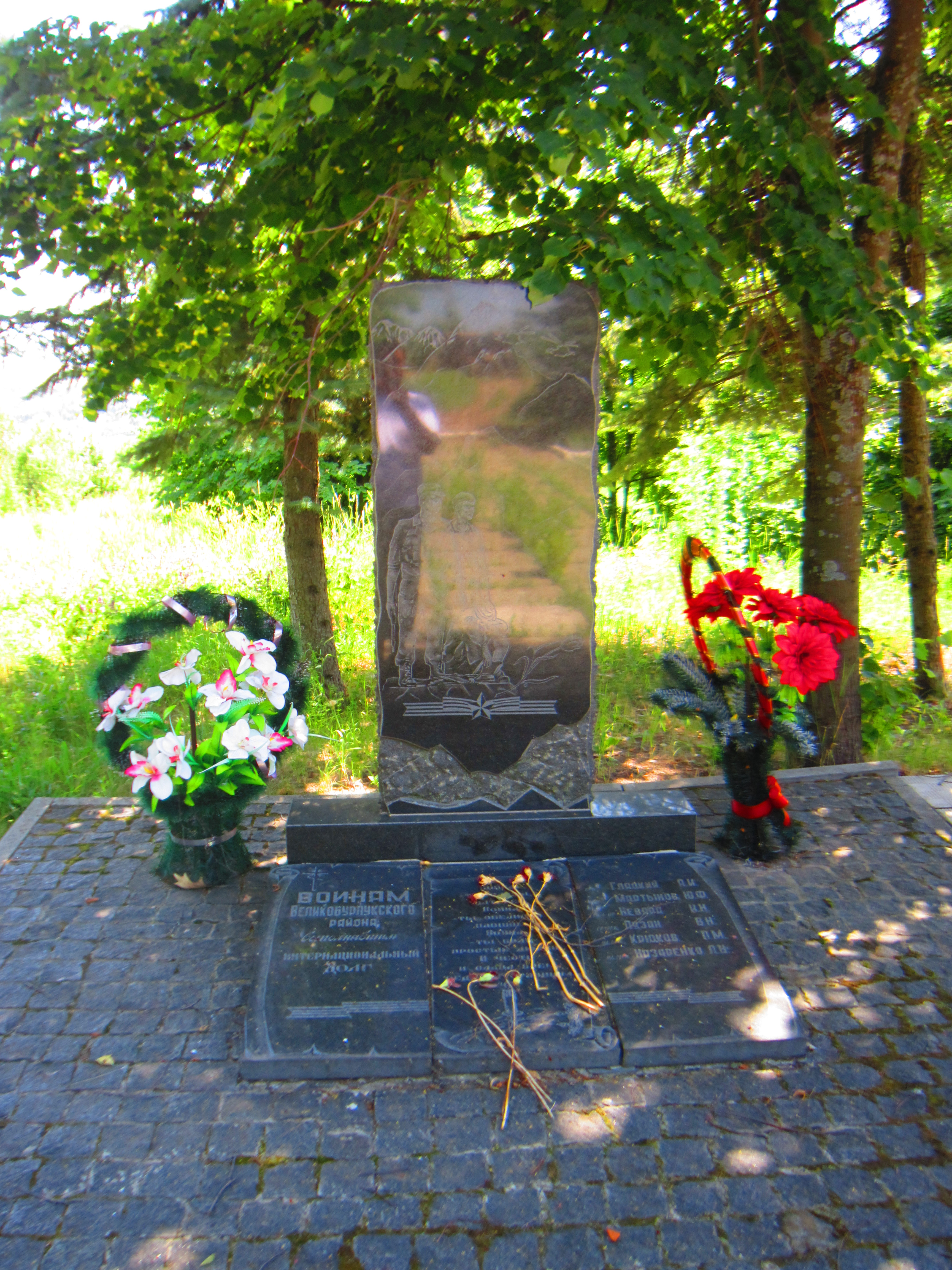
Пам'ятний знак воїнам-інтернаціоналістам у Великому Бурлуці

- Його ім'я викарбуване на одній з плит Меморіального комплексу пам'яті воїнів України, полеглих в Афганістані у Києві[5].
- Його ім'я викарбуване на одній з плит Меморіалу пам'яті воїнів-інтернаціоналістів у Харкові[6].
- Його ім'я викарбуване на Пам'ятному знаці воїнам-інтернаціоналістам у Великому Бурлуці.
- Меморіальна дошка у Харкові за адресою проспект Перемоги 74.